# Condado de Stanly

Predefinição:Info/Condado dos EUstados Unidos
O Condado de Stanly é um dos 100 condados do estado americano da Carolina do Norte. A sede do condado é Albemarle, e sua maior cidade é Albemarle. O condado possui uma área de 1 047 km² (dos quais 24 km² estão cobertos por água), uma população de 58 100 habitantes, e uma densidade populacional de 57 hab/km² (segundo o censo nacional de 2000). O condado foi fundado em 1841.